# 坎达莫
坎达莫，是西班牙阿斯图里亚斯的一个市镇。总面积72平方公里，总人口2523人（2001年），人口密度35人/平方公里。